# Māndal (ort i Indien, Gujarat)
Māndal är en ort i Indien.   Den ligger i distriktet Ahmadābād och delstaten Gujarat, i den västra delen av landet, 800 km sydväst om huvudstaden New Delhi. Māndal ligger 35 meter över havet och antalet invånare är 13 345.
Terrängen runt Māndal är mycket platt. Runt Māndal är det ganska tätbefolkat, med 134 invånare per kvadratkilometer. Det finns inga andra samhällen i närheten. Trakten runt Māndal består till största delen av jordbruksmark.